# دورين غوغا
دورين غوغا (بالرومانية: Dorin Goga)‏ (2 يوليو 1984 بزالاو في رومانيا - ) هو لاعب كرة قدم روماني في مركز الهجوم. شارك مع منتخب رومانيا لكرة القدم. أما مع النوادي، فقد لعب مع بولتيهنيكا تيميسوارا وجامعة كلوج ورابيد بوخارست ونادي تارغو موريش ونادي دينامو تبليسي وHapoel Ramat Gan Givatayim F.C. ‏ وشاوكسينج كيكياو يوجيا وبولي تيميشوارا ‏.

## وصلات خارجية
- دورين غوغا على موقع الاتحاد الأوربي (الإنجليزية)
- دورين غوغا على موقع قاعدة بيانات كرة القدم.إي يو (الإنجليزية)
- دورين غوغا على موقع ناشيونال فوتبول تيمز (الإنجليزية)
- دورين غوغا على موقع Soccerway.com (الإنجليزية)
- دورين غوغا على موقع عالم كرة القدم.نت (الإنجليزية)